# Hermes Trismegisto

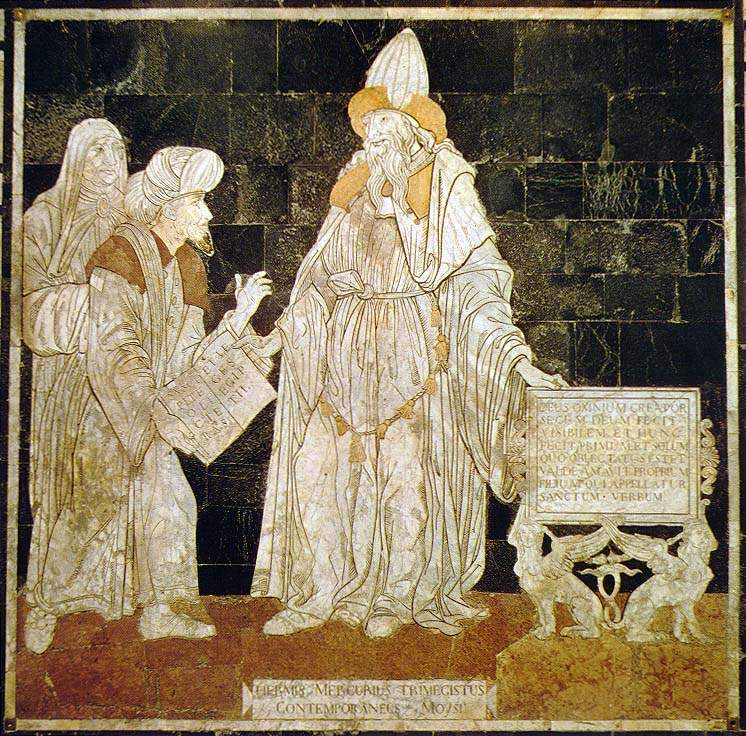
Hermes Trismegistus, atribuído a Stefano di Giovanni. Duomo de Siena, 1488. Na legenda sob a figura central lê-se "Hermes Mercurius Trismegistus, contemporâneo de Moisés".

Hermes Trismegisto (em latim: Hermes Trismegistus; em grego Ἑρμῆς ὁ Τρισμέγιστος, "Hermes, o três vezes grande") é uma figura mítica de origem sincrética. Essa figura mítica indica o deus Thoth dos antigos egípcios, considerado o inventor das letras do alfabeto e da escritura, escrita dos deuses, e portanto, revelador, profeta e intérprete da divina sapiência e do divino logos. Quando os gregos tiveram conhecimento desse deus egípcio, descobriram que apresentava muitas analogias com seu deus Hermes, intérprete e mensageiro dos deuses, e o qualificaram com o adjetivo “Trismegisto” que significa “três vezes grandíssimo”.
Na antiguidade tardia, especialmente nos primeiros séculos da era imperial (sobretudo no séculos II e III depois de Cristo), alguns teólogos e filósofos pagãos, em contraposição ao cristianismo galopante, produziram uma série de escritos, conhecidos como literatura hermética, apresentando-os sob o nome desse deus, com a evidente intenção de opor às Escrituras divinamente inspiradas dos cristãos, como outras escrituras difundidas como divinas “revelações”. A literatura hermética hoje em dia está quase perdida.
As pesquisas modernas já acordaram, sem sombra de dúvida, que sob a máscara do deus egípcio se escondem autores diversos, e que os elementos “egípcios” são exíguos. Na realidade, trata-se de uma das últimas tentativas de resgate do paganismo, amplamente fundado em doutrinas do platonismo da época (o médio platonismo).
Pela diversidade de temas, é pouco provável que todos esses livros tenham sido escritos por uma única pessoa, mas representam o saber acumulado pelos egípcios ao longo do tempo.
Alguns autores figuristas consideravam Hermes Trismegisto, bem como outros personagens lendários antigos, como sendo a mesma pessoa do patriarca bíblico Enoque.

## Principais obras relacionadas

### Corpus Hermeticum
É um conjunto de textos iniciáticos, datados provavelmente do século I ao século III, que representaram a fonte de inspiração do pensamento hermético e neoplatônico renascentista. Na época, acreditava-se que a obra remontasse à antiguidade egípcia, anterior a Moisés, e que nela estivesse contido também o prenúncio do cristianismo.

### Caibalion
“Os lábios da sabedoria estão fechados, exceto aos ouvidos do entendimento.” – O Caibalion
Escrito por três iniciados do hermetismo, mas, sem autoria oficialmente reconhecida, a obra, de 1908, reúne trechos dos escritos herméticos, como a Tábua de Esmeralda, entre outros. O livro aborda as sete principais leis herméticas, estas que se baseiam nos princípios que regem todas as coisas manifestadas. A palavra Caibalion seria um derivado grego da mesma raiz da palavra Cabala, que em hebraico significa "recepção", mas essa origem do nome não é oficialmente reconhecida. Para os estudiosos, tanto a autoria, como a origem do nome do livro permanecem desconhecidos. O livro descreve as seguintes leis herméticas:
- Lei do Mentalismo: "O Todo é Mente; o Universo é mental".
- Lei da Correspondência: "O que está em cima é como o que está embaixo. O que está dentro é como o que está fora".
- Lei da Vibração: "Nada está parado, tudo se move, tudo vibra".
- Lei da Polaridade: "Tudo é duplo, tudo tem dois pólos, tudo tem o seu oposto. O igual e o desigual são a mesma coisa. Os extremos se tocam. Todas as verdades são meias-verdades. Todos os paradoxos podem ser reconciliáveis".
- Lei do Ritmo: "Tudo tem fluxo e refluxo, tudo tem suas marés, tudo sobe e desce, o ritmo é a compensação".
- Lei do Gênero: "O Gênero está em tudo: tudo tem seus princípios Masculino e Feminino, o gênero manifesta-se em todos os planos da criação".
- Lei de Causa e Efeito: "Toda causa tem seu efeito, todo o efeito tem sua causa, existem muitos planos de causalidade mas nada escapa à Lei".

Segundo Clemente de Alexandria, eram 42 livros subdivididos em seis conjuntos. O primeiro tratava da educação dos sacerdotes; o segundo, dos rituais do templo; o terceiro, de geologia, geografia, botânica e agricultura; o quarto, de astronomia e astrologia, matemática e arquitetura; o quinto continha os hinos em louvor aos deuses e um guia de ação política para os reis; o sexto era um texto médico.
Costuma-se creditar também a Hermes Trismegisto o Livro dos Mortos ou o Livro da Saída da Luz, além do mais famoso texto alquímico, a "Tábua de Esmeralda".